# Glycosia sakaii
Glycosia sakaii är en skalbaggsart som beskrevs av Jakl 2009. Glycosia sakaii ingår i släktet Glycosia och familjen Cetoniidae. Inga underarter finns listade i Catalogue of Life.